# Morellia pingi
Morellia pingi är en tvåvingeart som beskrevs av Yin Tang Hsieh 1958. Morellia pingi ingår i släktet Morellia och familjen husflugor. Inga underarter finns listade i Catalogue of Life.